# 石田芳夫
二十四世本因坊秀芳（にじゅうよんせいほんいんぼう しゅうほう 、1948年8月15日 - ）本名：石田 芳夫（いしだ よしお）は、日本の囲碁棋士。愛知県西春日井郡新川町（現清須市）出身、木谷實九段門下、日本棋院所属、九段。1971年に22歳の当時史上最年少で本因坊となって秀芳と号し、本因坊5連覇により名誉称号を名乗る。正確な目算とヨセから「コンピューター」のニックネームがある。タイトル獲得数は24。

## 経歴
碁好きが嵩じて碁会所を開いていた父から小学2年の時に囲碁を教えられる。碁を覚えて1年でアマ5段まで到達した。その年木谷實が名古屋に来た際に同行していた大竹英雄初段（当時）と六子で打って認められ、その1957年に木谷道場に入門する。師匠から「日吉丸」とあだ名される。道場での料理の味付けの仕上げを担当した。
3回目の挑戦の14歳でプロ試験合格。1963年入段。初勝利は同年5月1日（大手合泉谷政憲二段に黒番中押し勝ち）。 若手時代は同じ木谷門の加藤正夫、武宮正樹とともに「黄金トリオ」「木谷三羽烏」と呼ばれた。1967年五段。1968年に首相杯争奪戦、69年に新鋭トーナメント戦優勝。1970年、六段で日本棋院選手権戦で大平修三を3-1で破り初タイトル獲得、同年七段。日本棋院選手権戦の挑戦者決定戦の記事において、その正確な形勢判断から山部俊郎から「コンピューター」とあだ名をつけられた。
四段時1967年から71年にかけて大手合30連勝を記録。
1971年、初の本因坊リーグ入りで6勝1敗で挑戦者となり、林海峰本因坊を4-2で破って22歳10ヶ月で師匠・木谷が3度挑戦して果たせなかった宿願であった本因坊を獲得した。これは本因坊獲得の最年少記録であるとともに、井山裕太が20歳4か月で名人位を獲得するまで、三大タイトル（棋聖・名人・本因坊）獲得の最年少記録ともなった。続いて2年連続で林のリターンマッチを受けたが防衛し、「林の天敵」とも言われた。本因坊は計5連覇。プロ十傑戦も1971、72年と2連覇。1972年8月に木谷道場から独立。名人戦では、1973年に林海峰名人に挑戦するが、3連勝後の4連敗という七番勝負史上初のスコアで敗れる。翌74年に再度名人挑戦して林を破り、坂田栄男、林に次いで選手権制史上3人目の名人本因坊となる。これにより九段に推挙され、入段以来11年で九段到達の記録となった。同年王座も獲得し三冠。
1975年には第14期名人戦で大竹英雄に3-4、1976年には第31期本因坊戦で武宮正樹に1-4と、木谷門の兄弟弟子にタイトルを奪われる。1976年新名人戦第一期で大竹名人にリターンマッチを挑むが1-4で敗北。1978年には本因坊戦で加藤剱正本因坊への挑戦者となるが、最終局は必勝の碁をポカで落とし3-4で敗れる。1979年には挑戦者決定戦で坂田栄男を破り棋聖戦挑戦者となるが、藤沢秀行棋聖に1-4で敗れる。
1976年以降の七大タイトル獲得数は2期に留まっており、大竹英雄、加藤正夫、武宮正樹、小林光一、趙治勲といった世代が近い同門のトップ棋士と比べると実績は大きく見劣りしている。1987年以後もNHK杯（3回）、早碁選手権戦、NEC杯、IBM早碁オープン戦などの早碁棋戦優勝はあるが、過去の活躍からすれば低迷と見られている。
1990年代は竜星戦準優勝、世界囲碁選手権富士通杯に何度か出場。2000年から棋聖戦リーグに4期連続在籍し、2000年にはBリーグ4勝1敗で趙善津と同率1位になるが、順位差で挑戦者決定戦進出を逃した。2001年にはNHK杯テレビ囲碁トーナメントで11年ぶりの優勝を果たした。2011年、第1回エステー&フマキラー囲碁マスターズカップでは準決勝進出。
2014年8月31日、クラウドファンディング13路盤選抜プロトーナメント戦で高尾紳路十段を破り優勝。2016年7月23日、第1回13路盤プロアマトーナメント戦でも、河野臨九段を下し優勝する。
国際棋戦では、1987年に日中テレビ囲碁選手権戦で聶衛平を下した。富士通杯で1991、99年にベスト8進出、2010年には1回戦で睦鎮碩を破りベスト16に進むが2回戦で孔傑に敗れる。
2008年、60歳をもって規定により二十四世本因坊秀芳を名乗る。2016年紫綬褒章を受章。
2005年から2008年まで日本棋院棋士会（東京）会長。またテレビ等での囲碁解説者として、2006年度（前期）、08年度（後期）のNHK囲碁講座では講師を務める。1983年からは代々木上原に「二十四世本因坊秀芳囲碁さろん」を開いている（2020年3月閉業）。門下に高橋秀夫七段。
2010年5月20日、三王裕孝九段を破り、通算11人目となる公式戦通算1000勝（604敗）を達成する。
2019年1月17日、史上15人目となる通算1100勝を達成。
2021年5月3日、第46期棋聖戦ファーストトーナメント予選決勝で武宮正樹を破り72歳にしてCリーグ入りを果たす。第46期のリーグ参加棋士では最年長。

## タイトル歴
- 首相杯争奪戦 1968年（対高木祥一）
- 新鋭トーナメント戦 1969年（対石井邦生）
- 日本棋院選手権戦 1970-71年（対大平修三、武宮正樹）
- 本因坊戦 1971-75年（対林海峰、林、林、武宮正樹、坂田栄男）
- プロ十傑戦1位 1971、1972年（対梶原武雄、岩田達明）
- 囲碁日本シリーズ 1973年
- 名人(旧) 1974年（対林海峰）
- 王座 1974、1978年（対林海峰、工藤紀夫）
- 早碁選手権戦 1980、83、84年（対大竹英雄、小林光一、小林）
- 天元戦 1984年（対片岡聡）
- NHK杯テレビ囲碁トーナメント 1987、90、2001年（対林海峰、大竹英雄、趙治勲）
- IBM早碁オープン戦 1988年（対武宮正樹）
- NECカップ囲碁トーナメント戦 1988年（対趙治勲）

### 他の棋歴
国際棋戦
- 世界囲碁選手権富士通杯 ベスト8 1991、99年、出場 1990、92-94、96、98、2005、10年
- 日中囲碁交流
  - 1966年 5-0-1
  - 1983年 訪中団代表、4-3（×聶衛平、○曹大元、○邵震中、×程暁流、○馬暁春、×聶衛平、○呉淞笙）
- 日中テレビ囲碁選手権戦　
  - 1987年 ○聶衛平
- 日中スーパー囲碁
  - 1989年 0-1 （×兪斌）
- 真露杯SBS世界囲碁最強戦
  - 1994年 0-1（×徐奉洙）

国内棋戦
- 大手合第一部優勝 1968、69年
- NHK杯テレビ囲碁トーナメント 準優勝 1971、85年
- 名人戦 挑戦者 1973、76年
- 本因坊戦 挑戦者 1978年
- 棋聖戦 挑戦者 1979年
- 王座戦 挑戦者 1980年
- 日本アジア航空杯争奪トーナメント 準優勝 1980年
- 早碁選手権戦 準優勝 1987、2002年
- NECカップ囲碁トーナメント戦 準優勝 1989年
- IBM早碁オープン戦 準優勝 1989年
- 竜星戦 準優勝 1992年
- JT杯星座囲碁選手権戦準優勝　1999年
- クラウドファンディング13路盤選抜プロトーナメント戦 優勝 2014年
- 第1回13路盤プロアマトーナメント戦　優勝　2016年
- リコー杯プロペア碁選手権戦 準優勝 1995年（中澤彩子とのペア）
- 27期十段戦（1989）挑戦者決定戦進出
- 16期碁聖戦(1991)挑戦者決定戦進出
- 名人戦リーグ9期 1971-73、1975-78、1987-88年（在位を除く）
- 本因坊戦リーグ6期 1971、1977-1980年（在位を除く）
- 棋聖戦リーグ4期 2000-2003年

### 受賞等
- 秀哉賞 1970、71、74年
- 棋道賞
  - 1968年 敢闘賞（31勝7敗）
  - 1969年 新人賞（35勝7敗）
  - 1970年 最多勝利賞（35勝9敗）、勝率第一位賞（.795）、連勝賞（9）
  - 1971年 最優秀棋士賞、最多勝利賞（36勝17敗）
  - 1974年 最優秀棋士賞
- テレビ囲碁番組制作者会賞 1985年
- 日本囲碁ジャーナリストクラブ賞 1994年
- 紫綬褒章 2016年
- 大倉喜七郎賞 2019年
- 旭日小綬章 2022年[13][14]

## 棋風
地に辛い棋風で、三々を多用し、両三々も得意戦法とした。ヨセが強いという評価に加えて、序盤構想も意欲的である。大斜定石の研究家としても知られ、中国流布石に対抗する白番の有力な手法としても活用した。
置碁の名手としても知られ、1972年から2年間『棋道』誌上でアマチュアとの2子から5子局の指導碁シリーズを打ち、23勝1敗という結果だった。1983年から『レッツ碁』誌上ではプロ対プロの置碁対局も行い、九子置かせて57目負けなどの記録が残っている。また、2013年3月21日の囲碁ソフト「crazy stone」との四子局に敗退し、「人間なら打ってくる場所に打たない冷静さと柔軟さを感じた。天才かも」と述べた。

## 人物
「コンピューター石田」のニックネームなどと相まって、クールというイメージにより「新時代の勝負師」など現代的棋士像の代表のように言われ、本因坊を奪取した頃には趣味のギターの弾き語りをする姿が雑誌に掲載され、現代っ子の本因坊として話題を集めた。また本因坊獲得時はまだ木谷の内弟子として生活し、「部屋住みの本因坊」とも呼ばれた。
趙治勲は内弟子時代、兄弟子であった石田によく酒を飲みに誘われていたそうで、お互いにまだ酒の美味しさが分かるような歳でないにもかかわらず石田は「酒はダルマに限るぞ、ダルマを飲まなければ」と語っていたという。また趙曰く、石田の内弟子時代の生活態度は「劣等生」であり、座っているときはギターを弾き寝転がってはマンガを読む、どうしようもない人だったという。また「石田さんはこの時期にもっと勉強していたら、自分なんて吹っ飛ぶとんでもなく強い棋士になっていただろう」と語る。
内弟子時代には早くから独立を希望していたが、木谷師匠夫妻は石田の性格上遊び呆けるのが目に見えていたため、許さなかった。何度も願い出た末、「タイトルを取ったら」という条件が示された。すると人が変わり必死に勉強し、何と本因坊を取ってしまった。本当に取れるとは思っていなかった師匠夫妻は「あと一つタイトルを取ったら、今度こそ独立を許そう」ともう一度条件を提示した。すると見事名人も取り、独立を許された。
あだ名「コンピューター」について石田は、地の計算に熱心な自分を揶揄する意味で、高川格が言い出したのではないかと語っている。
「秀芳」の雅号は、木谷道場で書を指導していた書家の佐々木泰南が命名した。
将棋棋士の内藤国雄が「おゆき」でヒットしたとき、囲碁界からも誰かということで、石田に白羽の矢が立ち、1977年にコロムビアからレコード「忘れるぜ」「ひよわな花」を出し、歌手デビューした。このころから、1980年代前半ごろまで、口ひげを蓄えた時期があった。
木谷道場の平塚時代・四谷時代両方内弟子だったのは石田のみである。
道場で一番料理がうまくキャベツ刻みが得意だった。

## 逸話
- 1971年6月5日、第8期プロ十傑戦決勝5番勝負第3局で、2連勝の後梶原武雄九段との対局中、コウ立てせずにコウを取り返し、反則負けを喫す。これは、タイトル戦初の反則負け。その後3勝2敗でタイトルを得ることには成功している。
- 2002年2月21日、第26期棋聖戦七番勝負第5局の立会人を務める。この碁では、王立誠棋聖に挑戦する柳時熏がリードして迎えたダメ詰めで、アタリになっている6子を王が抜く意思を示したことから議論が生じた。柳は終局の同意があったと主張し、王は聞こえず同意していないとして、立会人石田の判断を仰ぐこととなった。石田と主催誌である読売新聞の関係者は、録画や再検証により終局の同意が得られていないとし、そのまま対局は続行となった。王はこの逆転勝利により3勝2敗となり、第6局も勝利し防衛に成功した[19]。
- 2006年4月9日、NHK杯で中野泰宏九段との対局では、局面を優位に進めていた石田に錯覚があり、形勢は中野に傾いた。しかし、終局間際に中野が5子のアタリに突っ込むという「とんでもなく初歩的なミス[20]」を犯した。石田はこの石を抜き、左辺の黒の大石を取り大逆転。中野は即時投了した。中野は石田に申し訳ないことをしたとのちに語っている[20]。中野のこのポカは、同年に関西棋院から発売された囲碁かるたに詠まれている。
- IBM早碁オープン戦の初代優勝者となった時「早碁に強い者が本当に碁が強い」と発言し、論議を呼んだ。

## 年表
| - タイトル戦の欄の氏名は対戦相手。うち、色付きのマス目は獲得（奪取または防衛）。濃い色付きのマス目は名誉称号獲得。青色挑戦者または失冠。黄色はリーグ入り。 - 棋道賞は、最 : 最優秀棋士賞、 優 : 優秀棋士賞、 特別 : 特別賞、 率 : 勝率一位賞、 勝 : 最多勝利賞、 対 : 最多対局賞、 連 : 連勝賞、 国際 : 国際賞、 新人 : 新人賞、 哉 : 秀哉賞 |

|              | 棋聖         | 十段           | 本因坊                  | 碁聖          | 名人           | 王座           | 天元         | 棋道賞 | 備考                   |
| ------------ | ------------ | -------------- | ----------------------- | ------------- | -------------- | -------------- | ------------ | ------ | ---------------------- |
| 棋聖戦 1-3月 | 十段戦 3-4月 | 本因坊戦 5-7月 | 碁聖戦 6-8月            | 名人戦 9-11月 | 王座戦 10-12月 | 天元戦 10-12月 |              |        |                        |
| 1971         |              |                | 林海峰 4-2              |               |                |                |              | 最 多  |                        |
| 1972         |              |                | 林海峰 4-2              |               |                |                |              |        |                        |
| 1973         |              |                | 林海峰 4-0              |               | 林海峰 3-4     |                |              |        |                        |
| 1974         |              |                | 武宮正樹 4-3            |               | 林海峰 4-3     | 林海峰 2-1     |              | 最     | 史上３人目の名人本因坊 |
| 1975         |              |                | 坂田栄男 4-3 永世本因坊 |               | 大竹英雄 3-4   | 加藤正夫 0-2   |              |        | 史上3人目の永世本因坊  |
| 1976         |              |                | 武宮正樹 1-4            |               | 大竹英雄 0-4   |                |              |        |                        |
| 1977         |              |                |                         |               | 2位            |                |              |        |                        |
| 1978         |              |                | 加藤正夫 3-4            |               | 陥落           | 工藤紀夫 2-1   |              |        |                        |
| 1979         | 藤沢秀行 1-4 |                |                         |               |                | 加藤正夫 0-2   |              |        |                        |
| 1980         |              |                | 陥落                    |               |                | 加藤正夫 0-2   |              |        |                        |
| 1981         |              |                |                         |               |                |                |              |        |                        |
| 1982         |              |                |                         |               |                |                |              |        |                        |
| 1983         |              |                |                         |               |                |                |              |        |                        |
| 1984         |              |                |                         |               |                |                | 片岡聡 3-2   |        |                        |
| 1985         |              |                |                         |               |                |                | 小林光一 0-3 |        |                        |

## 著作
打碁集
- 『激闘の七番勝負 林・石田 第十二期名人戦』日本棋院、1974年
- 『現代花形棋士名局選 (1) 石田芳夫』日本棋院 1975年
- 『石田芳夫打碁集 (1)-(3)』大泉書店 1975年
- 『第1期囲碁名人戦全記録』朝日ソノラマ　1977年
- 『第33期本因坊戦全記録』毎日新聞社、1978年
- 『激闘譜第三期棋聖決定七番勝負―藤沢秀行vs石田芳夫』読売新聞社、1979年
- 『石田芳夫 (現代囲碁大系37,38）』講談社  1980年
- 『石田芳夫 (現代囲碁名勝負シリーズ6)』講談社 1987年
- 『石田芳夫のプロプロ置碁 (New別冊囲碁クラブ)』日本棋院 1987年
- 『打碁鑑賞シリーズ (6) 石田芳夫 (囲碁文庫)』日本棋院、2004年

教則本
- 『定石以前』日本棋院、1972年
- 『石田本因坊囲碁講座』全7巻、産報、1973年-
- 『木谷道場入門　1　布石のなかの定石』河出書房新社　1973年
- 『木谷道場入門　2　布石の理論と実戦』河出書房新社　1973年
- 『木谷道場入門　6　形勢判断とヨセ』河出書房新社　1973年
- 『逆転力 ぼくはこうして勝つ』 実業之日本社 1974年
- 『本因坊の星と三々』日本棋院、1974年
- 『石田の碁』（全3巻：新手と新定石；逆転の手筋；布石展開）1975年　池田書店
- 『遺恨試合―近世ー現代死闘の局精選』誠文堂新光社 1975年
- 『基本定石事典 （上）（下）』 日本棋院 1975年
- 『秀策 (日本囲碁大系15)』 筑摩書房 1976年
- 『コンピューター石田の形勢判断』毎日新聞社　1976年
- 『石田の次の一手何目？ 』毎日新聞社　1976年
- 『碁を覚えよう 石田の囲碁1』日東書院 1976年
- 『碁に強くなろう 石田の囲碁2』日東書院 1976年
- 『布石と定石を打とう 石田の囲碁3』日東書院 1976年
- 『活きよう、攻めよう 石田の囲碁4』日東書院 1977年
- 『戦いに勝とう 石田の囲碁5』日東書院 1977年
- 『囲碁シリーズII １０級への近道 エースブックス 』主婦の友社　1977年
- 『コンピューター石田のこの局面この一手』毎日新聞社　1977年
- 『続　次の一手何目？ 』毎日新聞社　1977年
- 『やさしい囲碁の攻め方―攻めの基本と実戦 (囲碁入門シリーズ 11)』永岡書店　1977年
- 『初段への手筋　木谷道場入門 中級3』河出書房新社　1977年
- 『初段への実戦　木谷道場入門 中級5』河出書房新社　1977年
- 『石田（九段）の手筋　実戦に強くなる 』高橋書店　1978年
- 『1級の定石』日本棋院　1978年
- 『5級の定石』日本棋院　1978年
- 『9級の定石』日本棋院　1978年
- 『有段者の問題集(囲碁有段シリーズ) 』有斐閣、1979年
- 『コンピューター石田の碁の計算学入門 』毎日新聞社　1978年
- 『コンピューター石田の実戦格言集』毎日新聞社　1979年
- 『囲碁再入門』鶴書房　1979年
- 『昭和の名局５ 天翔ける群雄 』（監修）日本棋院　1980年
- 『別冊囲碁クラブ20　ヨセのテクニック終盤の切れ手 』日本棋院　1980年
- 『別冊囲碁クラブ30　形勢判断に強くなる 』日本近　1980年
- 『コンピューター石田の実戦教室』毎日新聞社　1981年
- 『筋と形の基礎　洗練された囲碁感覚の養成 』創元社　1981年
- 『大場より急場へ （新中級シリーズ）』日本棋院　1981年
- 『目で解く実戦詰碁』誠文堂新光社、1983年
- 『これが手筋だ』全3巻、大泉書店、1983年
- 『石田芳夫のコウに強くなる本―基礎知識と実戦対策』誠文堂新光社、1983年
- 『石田の初級囲碁入門（必勝囲碁シリーズ１） 』新星出版社　1983年
- 『辺の実戦詰碁』成美堂出版　1984年
- 『目で解くヨセのテクニック』誠文堂新光社、1985年
- 『差をつける手筋発見法 （日本棋院新書―昇段編）』 日本棋院 1985年
- 『よく分かる手筋と俗筋 （日本棋院新書―進級編）』 日本棋院 1986年
- 『基本詰め碁100題』日本文芸社、1986年
- 『目で解く上達囲碁格言 』誠文堂新光社、1986年
- 『厚みの百科 よくわかる模様と勢力（New別冊囲碁クラブ6）』日本棋院　1986年
- 『あなたの棋力をテストする 1　（囲碁入門シリーズ 2）』永岡書店　1986年
- 『強くなる必修手筋250 （日本棋院新書―入段編）』日本棋院 1987年
- 『道策・秀策・呉清源-道を拓いた三大巨星』誠文堂新光社 1987年
- 『棋譜にみる囲碁格言のウソ・ホント 』冬樹社　1987年
- 『ボウシの威力』日本棋院、1988年
- 『石田の形勢判断』毎日新聞社 1989年
- 『石田芳夫のハメ手に強くなる本』誠文堂新光社　1989年
- 『三段挑戦の詰碁100（有段者シリーズ）』土屋書店　1989年
- 『死活の急所に強くなる　五段突破の詰碁100 (有段者シリーズ)』土屋書店1989年
- 『目で解く大場と急場』誠文堂新光社、1989年
- 『囲碁次の一手』（共著）全9巻、角川文庫、1990年
- 『石田芳夫囲碁講座』全3巻（名局と戦略、必勝の置碁、中盤の秘策）、日本棋院、1991年
- 『囲碁 三段の壁を破る「この手、何目」―形勢判断』日本文芸社　1992年
- 『大斜大作戦-全局で圧倒する （有段者シリーズ8)』土屋書店 1993年
- 『基本手筋100―戦いに強くなる (有段者シリーズ) 』土屋書店　1993年
- 『強くなる手筋作戦 （日本棋院新書-入段編）』日本棋院 1994年
- 『差をつける手筋の魔力 （日本棋院新書-昇段編）』日本棋院 1994年
- 『明解初級囲碁読本』誠文堂新光社 1994年（小川誠子六段との共著）
- 『並べるだけで白が巧くなる本-二・三子局』誠文堂新光社　1994年
- 『並べるだけで白が巧くなる本　四・五子局 』誠文堂新光社　1996年
- 『布石のなかの定石-石の心と方向を説く （新・木谷道場入門1）』河出書房新社 1996年
- 『形勢判断とヨセ-どう判断しどう打つか （新・木谷道場入門10）』河出書房新社 1996年
- 『難解定石の活用法 二間高バサミ､ナダレ､大斜定石を自在にあやつる　上級を目指す』河出書房新社 1997年
- 『囲碁 級位者のための本筋の打ち方』誠文堂新光社 1998年（小川誠子六段との共著）
- 『布石の絶対感覚 上級を目指す』河出書房新社 1998年
- 『五段になれる人 なれない人 (日本棋道協会の有段者特訓塾) 』フローラル出版 1998年
- 『形勢判断の決め手 上級を目指す』河出書房新社 1999年
- 『定石はずれ粉砕法』棋苑図書、1999年
- 『石田芳夫の次の一手①　第12期（旧）名人戦第1局より（対林海峯）』『NHK囲碁講座』7月号別冊付録　1999年
- 『石田芳夫の次の一手②　第14期（旧）名人戦第7局より（対大竹英雄）』『NHK囲碁講座』8月号別冊付録　1999年
- 『石田芳夫の次の一手③　棋聖戦挑戦者決定戦第2局より（対坂田栄男）』『NHK囲碁講座』9月号別冊付録　1999年
- 『囲碁 級位者のための勝率アップの決め手』誠文堂新光社 2000年（小川誠子六段との共著）
- 『攻防の絶対感覚-戦う呼吸を実感し、戦闘感覚を研ぎすます (上級を目指す)』河出書房新社 2000年
- 『小目の定石徹底探究-基本型から最新型まで、石田の頭脳が評価する (上級を目指す) 』河出書房新社 2001年
- 『定石がわかる本 (碁敵に勝つ秘訣) 』日本棋院 2001年
- 『シマリの技法 最強囲碁塾』河出書房新社 2002年
- 『囲碁 基本の詰碁 初段・1・2級 (ポケット版・囲碁シリーズ) 』成美堂出版、2002年
- 『これで万全 ハメ手対策』日本棋院、2002年
- 『囲碁・この手何目―形勢判断が簡単にできる 』日本文芸社　2003年
- 『布石の決め手 最強囲碁塾』河出書房新社 2004年
- 『碁の計算学入門 （MYCOM囲碁文庫シリーズ）』 毎日コミュニケーションズ 2006年
- 『次の一手何目 （棋苑囲碁ブックス）』 棋苑図書 2006年
- 『定石のビフォー・アフター （MYCOM囲碁ブックス）』毎日コミュニケーションズ、2006年
- 『囲碁の新常識 上級を目指す』 河出書房新社 2006年
- 『石田芳夫のやさしく考える布石 (NHK囲碁シリーズ) 』日本放送出版協会2007年
- 『模様の荒らし方 集中講義 ~すぐに役立つ11の法則~ (マイコミ囲碁ブックス) 』毎日コミュニケーションズ、2007年
- 『囲碁 いちばんわかりやすい実戦詰碁 初段・1級』成美堂出版、2007年
- 『プロの常識・アマの非常識 布石編 (マイコミ囲碁ブックス) 』毎日コミュニケーションズ、2008年
- 『プロの常識・アマの非常識 中盤編 (マイコミ囲碁ブックス) 』毎日コミュニケーションズ、2009年
- 『石田秀芳のやさしく考える定石』日本放送出版協会、2009年
- 『囲碁を始めたい人のために―入門から中級までの打ち方が1冊でわかる!』成美堂出版　2009年
- 『アマの知らない布石・絶対の急所（マイコミ囲碁ブックス） 』毎日コミュニケーションズ、2011年
- 『石田の基本詰碁160 (棋苑囲碁基本双書) 』棋苑図書、2011年
- 『手順つき実戦詰碁100』（監修）自由国民社、2011年
- 『定石の生かし方 (明解囲碁講座シリーズ1) 』自由国民社、2012年
- 『石田流お勧め布石（明解囲碁講座シリーズ2）』自由国民社、2012年

DVD
- 『石田芳夫の形勢判断のコツ』DVD2枚 パンダネット 2009年

## 注
1. 1 2 3 4 5  内藤由起子（囲碁観戦記者）『それも一局 弟子たちが語る「木谷道場」のおしえ』水曜社、2016年、27-48頁。ISBN 978-4-88065-396-9。
2. ↑  江崎誠致「昭和の碁」（立風書房）P.180
3. ↑  内藤由起子『それも一局 弟子たちが語る「木谷道場」のおしえ』（水曜社）P.34-35
4. ↑  頼尊清隆『石田秀芳 本因坊への道』講談社、P.74
5. ↑  現在は、芝野虎丸が19歳11ヶ月で名人位を獲得し最年少記録を更新している。
6. ↑  本人も「昭和60年（1985年）の天元戦を最後に挑戦手合に出ていないので、元気が良かったのは前半の半分だけだね」と語っている。（朝日新聞2006年8月12日付）
7. ↑  石田秀芳. “プロが全力で取り組んでも分からない碁は、ずば抜けてすばらしいゲーム”. NEWS TOKYO. 2020年7月12日閲覧。
8. ↑  “【春の褒章】７０４人２６団体　紫綬褒章に映画監督の周防正行さん、囲碁棋士の石田芳夫さんら”.  産経ニュース (2016年4月28日). 2016年4月30日時点のオリジナルよりアーカイブ。2022年6月7日閲覧。
9. ↑  “二十四世本因坊秀芳が通算1000勝達成[史上11人目]”. 日本棋院のアーカイブ. 2019年1月22日閲覧。
10. ↑  “二十四世本因坊秀芳が1100勝を達成”.   日本棋院 (2019年1月18日). 2019年2月8日閲覧。
11. ↑  2021年6月30日読売新聞夕刊5面
12. ↑  公式戦のみ。女流棋戦・地方棋戦（王冠戦・関西棋院第一位決定戦など）は除く。
13. ↑  『官報』号外第97号、令和4年5月2日
14. ↑  “令和4年春の叙勲 旭日小綬章等受章者 東京都” (PDF).  内閣府. p. 1 (2022年4月29日). 2023年5月29日閲覧。
15. 1 2  趙治勲二十五世本因坊が告発する、兄弟子・石田芳夫二十四世本因坊の“悪行”とは
16. ↑  内藤由起子『囲碁の人ってどんなヒト』（毎日コミュニケーションズ、2005年）、101ページ。
17. ↑  “佐々木 泰南|八戸市”. www.city.hachinohe.aomori.jp. 2023年9月21日閲覧。
18. ↑  囲碁棋士 石田芳夫（３） 自分が歌ったレコード
19. ↑  読売新聞 棋聖戦 第26期第5局
20. 1 2  “NO.25 中野泰宏 九段 (プロ棋士の気まぐれリレー日記)”. 日本棋院のアーカイブ. 2019年1月22日閲覧。